# Alexander Larsson
Alexander Larsson (* 1994) ist ein Schwedischer Unihockeyspieler, welche beim Nationalliga-A-Verein Zug United unter Vertrag steht.

## Karriere

### Zug United
Larsson wechselte 2019 aus Schweden zu Zug United. Mit Zug United konnte Larsson in den Schweizer Cupfinal einziehen. Im Finalspiel gegen den UHC Alligator Malans erzielte er in der 5. Minute der Verlängerung den entscheidenden Treffer zum 6ː5. Der 26-Jährige hatte sich zuvor im 1. Drittel am Kopf verletzt und spielte die Partie mit einem Turban zu Ende.
Am 28. Dezember 2020 verkündete Zug United, dass sich Larsson im Training das Kreuzband gerissen hat und operiert werden muss. Er wird dadurch den Rest der Saison 2019/20 verpassen.